# Bundesstraße Z
La Bundesstraße Z est une ancienne Bundesstraße à Berlin-Ouest.

## Situation et accès
Elle allait de la Ruhlebener Straße (à l'angle avec l'Ecke Klosterstraße) dans le quartier de Spandau à la Blaschkoallee (à l'angle avec la Buschkrugallee) dans le quartier de Britz.